# Taubenturm Château de Monciaux

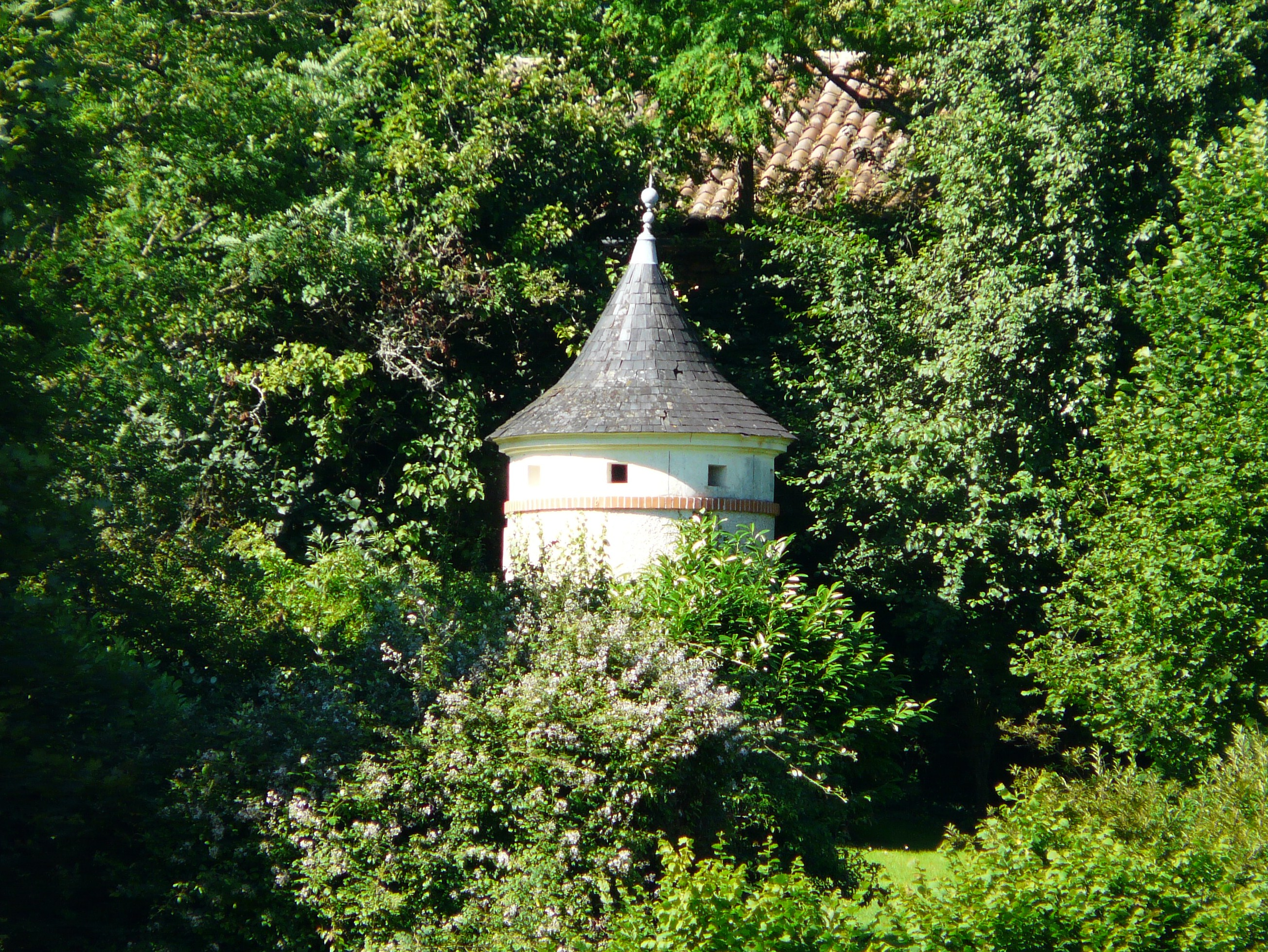
Taubenturm in Bourrou

Der Taubenturm (französisch colombier oder pigeonnier) des Château de Monciaux in Bourrou, einer französischen Gemeinde im Département Dordogne in der Region Nouvelle-Aquitaine, wurde im 19. Jahrhundert errichtet. 
Der runde Taubenturm aus Bruchsteinmauerwerk ist verputzt. Das Dach wird von einem Knauf bekrönt.